# Hreinn Halldórsson
Hreinn Halldórsson ( * 3. března 1949) je bývalý islandský atlet, halový mistr Evropy ve vrhu koulí.
V roce 1977 se stal halovým mistrem Evropy. Ze stejné sezóny pochází jeho osobní rekord 21,09 m. O rok později obsadil na evropském šampionátu v Praze sedmé místo. Startoval dvakrát na olympiádě – v roce 1976 nepostoupil z kvalifikace, v roce 1980 skončil v soutěži koulařů desátý.